# Oficina de las Celebraciones Litúrgicas del Sumo Pontífice
La Oficina de las Celebraciones Litúrgicas del Sumo Pontífice es un organismo de la Curia Romana, a cargo de un maestro (un prelado católico) editor de las misas y otros ritos presididos por el Papa.  Es nombrado por el Papa durante cinco años, pudiendo ser renovable.
Su organización y funcionamiento se hallan recogidos en los artículos 231 a 234 de la constitución apostólica Praedicate evangelium del papa Francisco. 

## Historia
El oficio de los Magistri Caerimoniarum Apostolicarum ("Maestros de Ceremonias Apostólicas", actual "Maestro de Celebraciones Litúrgicas Pontificias") es muy antiguo (de hecho data desde el pontificado de Evaristo el comienzo del oficio), pero es a partir del siglo XV cuando adquiere considerable fama, pues algunos de ellos (Giovanni Burckard, sacerdote y cronista pontificio francés) comienzan a escribir sus diarios o bitácoras; los sucesivos Prefectos y Maestros de Ceremonias Pontificias continuaron haciendo lo mismo, hasta el presente, conservando sus escritos en un archivo especial.
Después de varias disposiciones de la Cámara Apostólica (4 de enero de 1533, 11 de junio de 1550, 15 de septiembre de 1560), este último durante el pontificado de Pío IV con un resumen apostólico del 10 de mayo de 1563, unos años antes de su muerte confirmó algunos derechos del Magistri nostra Caerimoniarum ("Nuestros Maestros de Ceremonias") ya reconocido y respetado desde tiempos inmemoriales por parte de los pontífices romanos.
La constitución apostólica Pastor Bonus, promulgada en 1988 por Juan Pablo II, introdujo su actual organización y configuración. Sin embargo, en 2022 esta regulación fue modificada por la constitución Praedicate evangelium del papa Francisco, que es la que está en vigor actualmente. 

## Funciones del Maestro de Ceremonias
Las funciones del Maestro se recogen, conjuntamente con las de la Oficina, en los artículos 231 a 234 de la Constitución apostólica Praedicate evangelium del papa Francisco.
El Maestro de Ceremonias se hace cargo de «preparar todo lo necesario para las celebraciones litúrgicas y otras celebraciones sagradas en el Vaticano en las que preside, participa o asiste el Romano Pontífice, o —en su nombre o por su mandato— un cardenal o un prelado, y dirigirlas según las prescripciones vigentes en el ámbito litúrgico, preparando cuanto sea necesario o útil para su digno desarrollo y para la participación activa de los fieles», incluso en los viajes apostólicos del papa.
Además de ayudar al Papa en las ceremonias, el Maestro de Ceremonias del Papa también ayuda a los cardenales: durante los consistorios, la toma de posesión de iglesias titulares, en las celebraciones solemnes de la misa u otros oficios litúrgicos importantes. Desde el momento en que un cardenal se crea en un consistorio, el Maestro de las Celebraciones Litúrgicas del Papa asigna a él a una única persona de la Oficina de Maestros de Ceremonias.
Durante el periodo de Sede vacante, el Maestro de Ceremonias reviste el cadáver del papa, ejerciendo también otras funciones en las exequias pontificias. Asimismo, durante el cónclave, es quien pronuncia el «¡Extra omnes!» quedando así en la Capilla Sixtina sólo los cardenales electores. También es el responsable de dar fe de la aceptación del elegido como nuevo papa, levantando el acta oficial del nombramiento del nuevo romano pontífice, a quien también acompaña a saludar a la logia vaticana asistiéndole como primer ceremoniero en la bendición urbi et orbi. 

## Lista de los Maestros de las Celebraciones Litúrgicas Pontificias
- Francesco Riggi (¿?- 1918), a cargo durante los papados de León XIII, Pio X, Benedicto XV.
- Carlo Respighi (1918-1947), a cargo, durante los papados de Benedicto XV, Pio XI, Pio XII.
- Enrico Dante (1947 – 1965), a cargo durante los papados de Pío XII, Juan XXIII y Pablo VI.
- Annibale Bugnini (1968 – 9 de enero de 1970), durante el papado de Pablo VI.
- Virgilio Noè (9 de enero de 1970 – 6 de marzo de 1982), durante los papados de Pablo VI, Juan Pablo I y Juan Pablo II.
- John Magee (1982 – 17 de febrero de 1987), durante el papado de Juan Pablo II.
- Piero Marini (17 de febrero de 1987 - 1 de octubre de 2007), durante los papados de Juan Pablo II y Benedicto XVI.
- Guido Marini (1 de octubre de 2007 - 29 de agosto de 2021), durante los papados de Benedicto XVI y Francisco.
- Diego Giovanni Ravelli (desde el 11 de octubre de 2021), durante los papados de Francisco y León XIV.